# ジョスコー線
ジョスコー線（ジョスコーせん）は、1950年から1978年まで長崎県佐世保市内の佐世保駅と赤崎貯油所を結んでいた米軍専用の引き込み線。全長4.6km。「ジョスコー」は赤崎貯油所を管理していたJapan Oil Storage Co.の略称である。

## 概要
九州鉄道が佐世保駅と佐世保鎮守府の間に敷設した貨物線を起源とする。佐世保駅から日本国有鉄道（国鉄）佐世保線を延長する形で北上し、松浦線と併走しながら西へ分岐、佐世保川を渡って鎮守府構内に入るとすぐにヤードとなり、現在の米軍基地ゲート付近が鎮守府貨物線時代の終点であった。
1950年に赤崎貯油施設まで延伸された。貨物線終点より立神係船池と平行して西に進み、佐世保重工業の製缶工場を迂回するために北へ湾曲、神島町の山麓をトンネルで貫通し、船殻工場を迂回して佐世保重工業の敷地外縁を半周して赤崎岸壁に至る。岸壁沿いの道路と併走し、貯油所ゲートを越えてヤードに分岐していた。

## 沿革

### 誕生から1960年代まで
第二次世界大戦後に鎮守府が廃止された後、1950年に旧軍港市転換法に基づく商港建設案が浮上したことに伴って貨物線ヤードに臨港旅客駅を設置し、従来の佐世保駅を貨物駅に転用する計画案が検討されたが、朝鮮戦争が勃発したために、線路は再び米軍に接収され、商港建設案もろとも旅客線化計画も白紙となった。
在日米軍は燃料貯油施設を佐世保基地に集約し、全国に散らばる米軍基地へ貨物列車によって燃料を供給する方針を固めた。このため、鎮守府貨物線をジョスコーまで延長し、貨物列車の直行を可能とするために延長敷設工事に着手、1950年7月5日より使用が開始された。
石油燃料を取り扱う施設のため蒸気機関車の運転は禁止されており、また入換作業を担当する国鉄早岐機関区には正規のディーゼル機関車は存在しなかったため旧海軍工廠より引き継いだDB1というディーゼル機関車を使用したが故障が多く、1957年3月、ジョスコー線専用にDD11形ディーゼル機関車8・9号機が新製配置された。他にDD11の配置は、横須賀軍港を担当する国府津機関区久里浜支区、千歳飛行場を担当する室蘭機関区、岩国飛行場を担当する広島第一機関区、板付飛行場を担当する吉塚機関区竹下支区と限定された。
以後、ジョスコー線は在日米軍の動脈として機能した。しかし1968年に佐世保港へ原子力空母エンタープライズが入港することが決まり、学生らの阻止行動が起きる危険性が高まると、基地への突入経路となるジョスコー線の運行は自粛された。また投石被害を未然に防ぐため、佐世保駅-平瀬橋間のバラストを撤去した。三派系全学連は県警の予想通りジョスコー線橋梁と平瀬橋からの突破を図ったが、県警は撃退に成功した。しかしジョスコー線の運行はこの闘争を境に激減する。

### 廃止とその後

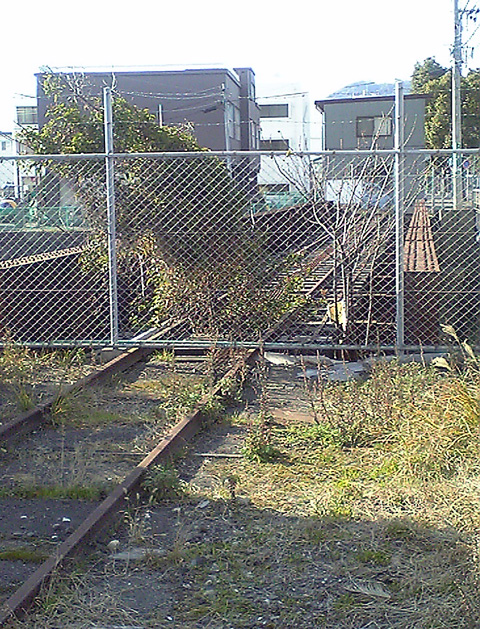
廃線跡

在日米軍施設への石油輸送体系が見直されたことでジョスコー線は本来の目的を失い、1972年3月佐世保線全面DL化のためDE10形ディーゼル機関車の入線試験が行われたが実際に使用されることなく1978年10月1日をもって廃線となり、用地は米軍より国に返還された。1984年まで、国道384号塩浜交差点から平瀬橋までの区間では、佐世保駅発着列車の機関車交換作業にも用いられていたが、市道の渋滞緩和のために線路跡を活用して拡幅工事が行われ、平瀬橋まで撤去された。以後も、米軍基地や佐世保重工業の敷地拡張のために線路敷は撤去され、橋梁から消費者生活センターにかけての区間のみに軌道が残っている（愛宕中学校敷地沿いの軌道は、米軍通信線の敷設に絡み、2006年佐世保市に返還後すぐ撤去された模様）。
また、佐世保重工業を迂回するトンネルの処遇が決まっておらず、米軍の管理下のままバリケード封鎖されている。